# Cor Adelaar
Cor Adelaar (IJsselstein, 27 december 1942 - Nieuwegein, 13 juni 2016) was een Nederlands voetballer. Hij kwam uit voor Velox, Sparta, Go Ahead, Lierse SK, DOS en AGOVV.

## Loopbaan

### Beginjaren
Hij kwam uit een bekende voetbalfamilie uit IJsselstein. Evenals zijn vier broers begon hij bij de plaatselijke voetbalclub VVIJ. Zijn oudste broer Wim, wiens zoon Frans profvoetballer bij FC Utrecht werd, maakte in 1954 de overstap naar Velox dat toen nog een amateurvereniging was. Cor Adelaar volgde hem als veertienjarige drie jaar later.
Een week na zijn zeventiende verjaardag maakte hij zijn debuut in het eerste elftal van Velox. In de uitwedstrijd tegen Heerenveen op 3 januari 1960 (4-1 verlies) speelden de broers Adelaar voor het eerst samen op de linkervleugel.

### Jeugdinternational
Twee maanden na zijn entree bij Velox maakte hij zijn debuut als jeugdinternational. Hij scoorde als linksbuiten een doelpunt op 9 maart 1960 in het met 2-4 verloren duel met het Belgische jeugdelftal. 
In april 1960 tijdens het Europees kampioenschap in Oostenrijk speelde hij alleen het laatste van de drie duels, 1-0 zege op Italië, mee. Een jaar later vond het EK, dat officieel UEFA Jeugdtoernooi heette, plaats in Portugal. Adelaar stond in de basis bij de drie wedstrijden. 
In 1962 ging hij over naar Jong Oranje. Hij kwam inmiddels uit voor Sparta en debuteerde met een doelpunt op 25 september 1962 tegen Jong Denemarken (2-2). Jong Oranje tegen Jong Noorwegen (3-1 zege) op 5 november 1963 was zijn laatste van twaalf jeugdinterlands. 

### Eredivisie
Na zijn eerste volledige seizoen bij Velox werd hij in de zomer van 1961 aangetrokken door Sparta. In zijn eerste jaar in de Eredivisie was hij niet altijd verzekerd van een basisplaats en hij kwam tot elf optredens. Trainer Denis Neville stelde hem  meestal wel op in het bekertoernooi waarin Sparta de finale bereikte. In de eindstrijd tegen DHC op 20 juni 1962 gaf Adelaar in de verlenging de voorzet waaruit Piet van Miert de winnende treffer scoorde (1-0).

### Europa Cup
Door de bekerwinst mocht Sparta deelnemen aan de Europa Cup II. Adelaar maakte zijn Europese debuut op 3 oktober 1962 in de met 4-2 gewonnen thuiswedstrijd tegen FC Lausanne-Sport. Door het 3-0 verlies in de uitwedstrijd was Sparta in de eerste ronde uitgeschakeld.
Na vier jaar bij Sparta vertrok hij in 1965 naar Go Ahead waar hij twee seizoenen zou blijven. Go Ahead had vlak voor zijn komst de bekerfinale tegen landskampioen Feijenoord met 1-0 verloren. De Deventer club mocht deelnemen aan de Europa Cup II. Adelaar speelde de beide duels mee in de eerste ronde tegen Celtic. Op 29 september 1965 was Go Ahead thuis kansloos en verloor met 0-6. In de uitwedstrijd op 7 oktober bleef de schade beperkt tot een 1-0 nederlaag.

### België
Met Go Ahead eindigde Adelaar twee jaar op rij op de vijfde plaats in de Eredivisie. Hij liet zich in 1967 op eigen verzoek op de transferlijst plaatsen en kwam tot overeenstemming met Lierse SK dat in de hoogste Belgische afdeling uitkwam. Hij wilde na dat ene seizoen weer terug naar Nederland. Hij besloot terug naar Velox te gaan dat zojuist naar de Tweede divisie was gedegradeerd.

### DOS
In het seizoen 1968/69 dat hij bij Velox voetbalde was de club, die met financiële problemen kampte, al in overleg met stadgenoot DOS over een fusie. Adelaar had bij Velox een meerjarig contract maar hij werd medio 1969 voor 45.000 gulden verkocht aan DOS. Velox had moeite om de exploitatie rond te krijgen en moest bezuinigen op de spelerssalarissen.
Adelaar keerde daardoor terug in de Eredivisie en wist in het laatste zelfstandige jaar van DOS degradatie te voorkomen.
Hij ging in 1970 niet mee over naar de fusieclub FC Utrecht, maar koos voor AGOVV dat in de Tweede divisie uitkwam. Na dat jaar verdween AGOVV uit het betaald voetbal door de grote saneringsronde die voetbalbond KNVB doorvoerde. Adelaar beëindigde op 28-jarige leeftijd zijn profloopbaan en ging weer spelen voor zijn oude amateurclub IJVV.
Hij zette na zijn voetbalcarrière Sporthuis Cor Adelaar op in IJsselstein en hij had ook een sportzaak in Houten.
Hij overleed op 73-jarige leeftijd in 2016 aan een hersenbloeding in het Antonius Ziekenhuis in Nieuwegein.

## Clubstatistieken
| Seizoen | Club      | Land      | Competitie       | Competitie | Competitie | Beker | Beker | Internationaal | Internationaal | Overig | Overig | Totaal | Totaal |
| Seizoen | Club      | Land      | Competitie       | Wed.       | Dlp.       | Wed.  | Dlp.  | Wed.           | Dlp.           | Wed.   | Dlp.   | Wed.   | Dlp    |
| ------- | --------- | --------- | ---------------- | ---------- | ---------- | ----- | ----- | -------------- | -------------- | ------ | ------ | ------ | ------ |
| 1959/60 | Velox     | Nederland | Tweede divisie B | 4          | 0          | –     | –     | 0              | 0              | 0      | 0      | 4      | 0      |
| 1960/61 | Velox     | Nederland | Tweede divisie   | 23         | 10         | 1     | 0     | 0              | 0              | 0      | 0      | 24     | 10     |
| 1961/62 | Sparta    | Nederland | Eredivisie       | 11         | 1          | 4     | 3     | 0              | 0              | 0      | 0      | 15     | 4      |
| 1962/63 | Sparta    | Nederland | Eredivisie       | 26         | 4          | 1     | 0     | 1              | 0              | 0      | 0      | 28     | 4      |
| 1963/64 | Sparta    | Nederland | Eredivisie       | 26         | 5          | 3     | 1     | 0              | 0              | 0      | 0      | 29     | 6      |
| 1964/65 | Sparta    | Nederland | Eredivisie       | 30         | 4          | 1     | 0     | 0              | 0              | 0      | 0      | 31     | 4      |
| 1965/66 | Go Ahead  | Nederland | Eredivisie       | 30         | 3          | 6     | 2     | 2              | 0              | 0      | 0      | 38     | 5      |
| 1966/67 | Go Ahead  | Nederland | Eredivisie       | 31         | 2          | 2     | 0     | 0              | 0              | 0      | 0      | 33     | 2      |
| 1967/68 | Lierse SK | België    | Eerste klasse    | 28         | 6          | 1     | 0     | 0              | 0              | 0      | 0      | 29     | 6      |
| 1968/69 | Velox     | Nederland | Tweede divisie   | 34         | 9          | 1     | 0     | 0              | 0              | 0      | 0      | 35     | 9      |
| 1969/70 | DOS       | Nederland | Eredivisie       | 26         | 5          | 2     | 0     | 0              | 0              | 0      | 0      | 28     | 5      |
| 1970/71 | AGOVV     | Nederland | Tweede divisie   | 19         | 2          | 1     | 0     | 0              | 0              | 0      | 0      | 20     | 2      |
| Totaal  | Totaal    | Totaal    | Totaal           | 288        | 51         | 23    | 6     | 3              | 0              | 0      | 0      | 314    | 57     |

## Erelijst
Sparta
| Nationaal  |    |         |
| KNVB Beker | 1x | 1961/62 |